# Eckart Henning
Pour les articles homonymes, voir Henning.
Eckart Henning (né le 27 janvier 1940 à Berlin) est un archiviste et historien allemand. De 1984 à 2006, il est responsable des archives de la société Max-Planck (de).

## Biographie
À partir de 1961, Eckart Henning étudie l'histoire, les sciences auxiliaires historiques, l'allemand, la philosophie et l'éducation aux universités de Berlin, Vienne et Marbourg. Après avoir obtenu son diplôme, il travaille d'abord comme assistant de recherche à l'Université libre de Berlin. De 1970 à 1972, en tant que commis aux Archives d'État secrètes (de), il effectue le service préparatoire d'archives à l'École d'archives de Marbourg (de). Il commence sa carrière d'archiviste en 1972 aux Archives secrètes d'État du patrimoine culturel prussien. En 1981, il reçoit son doctorat. Le sujet de sa thèse était Le comté princier de Henneberg-Schleusingen à l'ère de la réforme. En 1984, il est nommé directeur des archives de la société Max-Planck, qu'il dirige jusqu'à sa retraite en 2006.
Henning est professeur honoraire d'archivistique et de sciences auxiliaires historiques des temps modernes à l'Université Humboldt de Berlin, fondateur du Herold-Jahrbuchs et membre de l'Académie internationale d'héraldique de Genève ainsi que d'autres sociétés spécialisées en Allemagne et à l'étranger.
En tant que président, il dirige l'attribution de la médaille Johann-Christoph-Gatterer pour les réalisations scientifiques dans les domaines de la généalogie et de l'héraldique.

## Publications (sélection)
- mit Marion Kazemi: Chronik der Kaiser-Wilhelm-, Max-Planck-Gesellschaft zur Förderung der Wissenschaften: 1911–2011; Daten und Quellen (= 100 Jahre Kaiser-Wilhelm-, Max-Planck-Gesellschaft zur Förderung der Wissenschaften, Teil 1). Duncker und Humblot, Berlin 2011,  (ISBN 978-3-428-13623-0).
- mit Marion Kazemi: Chronik der Max-Planck-Gesellschaft zur Förderung der Wissenschaften 1948–1998. 2 Bände. Duncker und Humblot, Berlin 1998,  (ISBN 3-428-09068-3).
- Wissenschaftliche Mitglieder der Max-Planck-Gesellschaft zur Förderung der Wissenschaften im Bild. Zusammengestellt von Eckart Henning und Dirk Ullmann. Unter Mitarbeit von Marion Kazemi. Duncker und Humblot, Berlin 1998,  (ISBN 3-428-09068-3).
- mit Friedrich Beck (Hrsg.): Die archivalischen Quellen. Mit einer Einführung in die Historischen Hilfswissenschaften. Böhlau Verlag, Köln, Weimar, Wien, 5. erweiterte und aktualisierte Auflage 2012 (= UTB Nr. 8273; 1. Auflage 1994).
- Archivalien und Archivare Preußens. Ausgewählte Aufsätze. Duncker & Humblot, Berlin 2013,  (ISBN 978-3-428-13919-4) (mit einem Geleitwort von Jürgen Kloosterhuis; mit Curriculum vitae).
- Auxilia Historica. Beiträge zu den Historischen Hilfswissenschaften und ihren Wechselbeziehungen. 3. Auflage. Böhlau, Köln / Weimar / Wien 2015,  (ISBN 978-3-412-22430-1).